# Тіна Трстеняк
Тіна Трстеняк (словен. Tina Trstenjak; нар. 24 серпня 1990, Целє, Югославія) — словенська дзюдоїстка, олімпійська чемпіонка 2016 року, срібна призерка Олімппійських ігор 2020 року, чемпіонка світу, чемпіонка Європи, багаторазова призерка чемпіонатів світу та Європи.

## Кар'єра
На Олімпійські ігри 2016 року їхала як перший номер кваліфікаційного рейтингу та головний фаворит змагань. Турнір відбувся 9 серпня, на ньому Тіна одержала перемоги над італійкою Едвіг Гвенд, китаянкою Ян Цзюнься, господаркою змагань Маріаною Сілвою, а у фіналі над французькою спортсменкою Кларісс Агбеньєну. Характерним є те, що протягом змагань спортсменка не віддала своїм суперницям ні одного очка.
Наприкінці 2016 року Тіна Трстеняк була названа найкращою спортсменкою року.

## Виступи на Олімпіадах
| Олімпіада           | Дисципліна | Місце |
| ------------------- | ---------- | ----- |
| Ріо-ле-Жанейро 2016 | До 63 кг   | 1     |
| Токіо 2020          | до 63 кг   | 2     |